# 佩卢戈
佩卢戈（義大利語：Pelugo），是意大利特伦托自治省的一个市镇。总面积22平方公里，人口387人，人口密度17.6人/平方公里（2009年）。ISTAT代码为022138。